# Davie Cooper

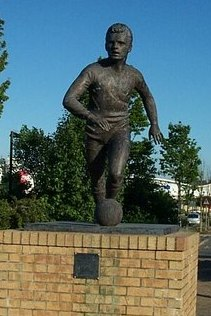
Standbeeld als eerbetoon aan David Cooper, 1956-1995

Davie Cooper (25 februari 1956 – Cumbernauld, 23 maart 1995) is een voormalig Schotse profvoetballer van de Schotse voetbalclub Rangers Football Club uit Glasgow.

## Loopbaan
Davie Cooper speelde voor Clydebank (2x), Glasgow Rangers FC en Motherwell FC. Ook speelde Cooper voor het Schotse nationale team. Men herinnerd Cooper als een van de befaamste voetballers van zijn tijd. Cooper won 22 Interlands.
Cooper overleed op 23 maart 1995 op negenendertig jarige leeftijd in het ziekenhuis van Glasgow aan een hersenbloeding, nadat hij tijdens het filmen van een coachingvideo in het Clyde's Broadwood Stadium in Cumbernauld was ingestort.
Op 18 maart 1999 is er een beeld onthuld als eerbetoon aan Cooper met de tekst erop:
"Dit beeld is opgericht door de South Lanarkshire Council als eerbetoon aan voetballegende David Cooper
1974 - 1977 Clydebank FC 1977 - 1989 Glasgow Rangers FC 1989 - 1993 Motherwell FC
22 volledige internationale caps 3 Schotse competitie kampioenschap-medailles 4 Schotse bekker medailles 7 Schotse competitie bekker kampioenschap-medailles"'